# Karczma Katowicka

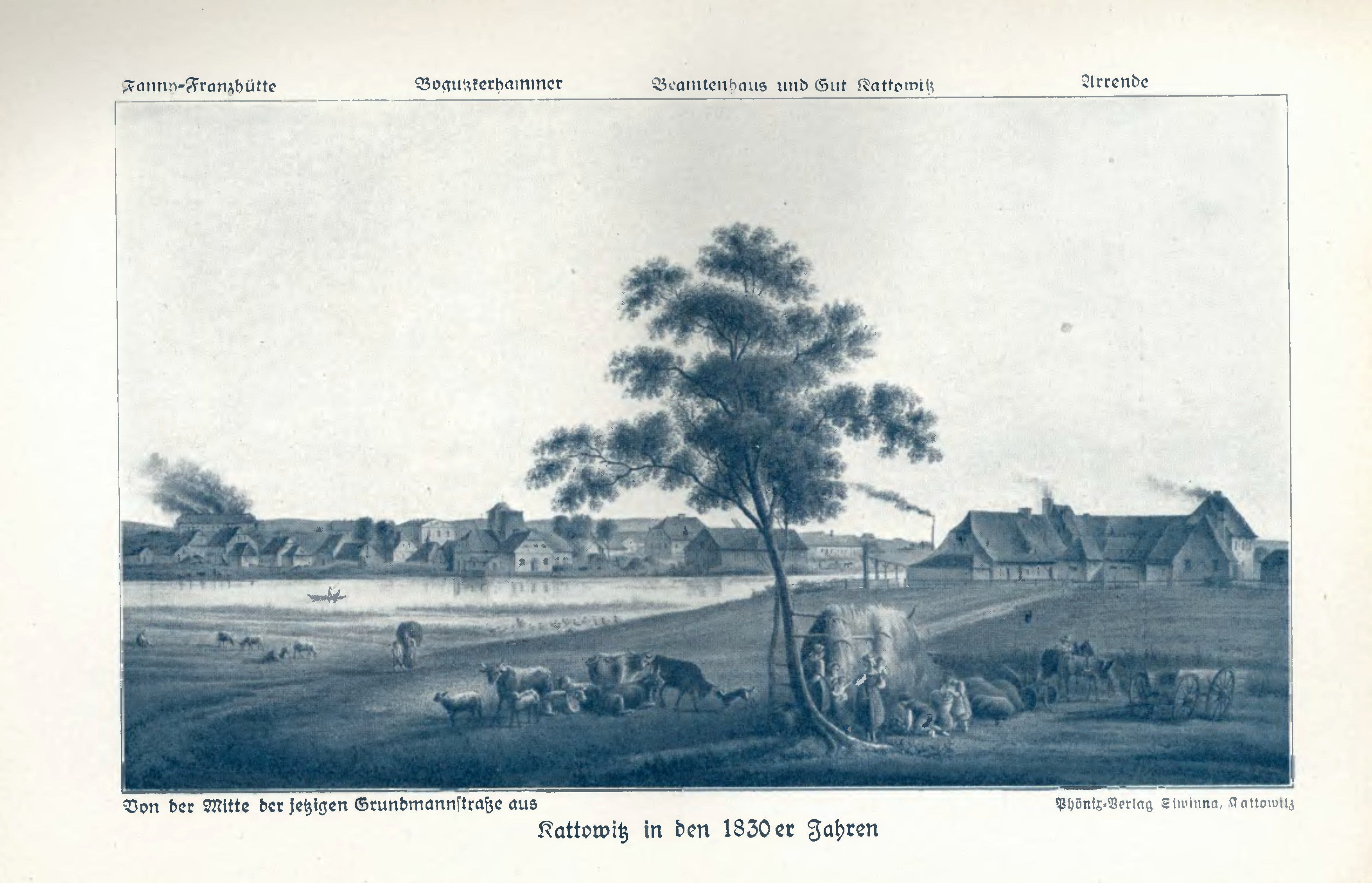
Karczma (Arrende, po prawej stronie) na litografii Ernsta Wilhelma Knippla

Karczma Katowicka (niem. Arrende in Kattowitz) – karczma, kamienny budynek, który był zlokalizowany na terenach dzisiejszego Śródmieścia Katowic, w rejonie dzisiejszego Rynku. Jeden z najbardziej charakterystycznych obiektów wiejskiej zabudowy dawnej wsi Katowice. Karczma uległa zawaleniu w 1864 roku.
Karczma powstała przed rokiem 1816. Była zlokalizowana w pobliżu Kuźnicy Boguckiej i hutniczego stawu, nad rzeką Roździanką (obecnie Rawa), na terenie dominialnym, przy skrzyżowaniu głównych dróg północ-południe i wschód-zachód. Współcześnie (2020) znajduje się tu Dom Handlowy „Skarbek”. Dzierżawcą karczmy (arendarzem) był katowicki Żyd Fröhlich (jego rodzina sprowadziła się do Katowic około 1810). Obiekt był wielofunkcyjny. Mieściła się w nim gospoda i browar, obok stajnia dla koni i obejście. Budynek górował nad wiejską katowicką zabudową. Nieznany autor w piśmie z 1832 wspomniał:

[...] karczmę górującą nad słomą krytymi domkami wiejskimi – podwójnym szczytem i wysokim dachem.

W połowie XIX wieku karczma została przedstawiona na litografii Ernsta Wilhelma Knippla. Po przeciwnej stronie Rynku wybudowano w 1848 Hotel Welta. Karczma zawaliła się w 1864 – na rok przed przyznaniem Katowicom praw miejskich. Na jej miejscu wzniesiono sklep kolonialny Borinskiego, a w 1975 oddano do użytku Dom Handlowy „Skarbek”.